# 발칸화

유고슬라비아의 분열과정

발칸화(영어: Balkanization)란 어떤 나라나 지역이 서로 적대적이거나 비협조적인 여러개의 작은 나라나 지역으로 쪼개지는 현상을 일컫는 지정학적 용어이다. 이 말은 20세기 발칸반도에서 일어난 여러 분쟁에서 비롯되었다. 첫 발칸화는 발칸 전쟁을 통해 일어났고, 1991년 이후의 유고슬라비아 전쟁에서 다시 나타났다.
유고슬라비아는 발칸화를 통해 슬로베니아, 북마케도니아, 크로아티아, 보스니아 헤르체고비나, 몬테네그로, 코소보 순으로 갈기갈기 찢어졌으며, 이 가운데 보스니아 헤르체고비나는 나라 내부가 다시 보스니아계, 세르비아계와 크로아티아계로 나뉘어 있다. 2000년대 들어서는 세르비아의 자치주 지위에 있던 코소보가 다시 독립을 선언하여, 발칸화의 끝을 보여 주었다.
이 용어는 또한 다른 종류의 분열에도 비유적으로 쓰인다. 예를 들어 인터넷이 고립된 여러 개의 섬처럼 나뉘는 현상을 가리키는 인터넷 발칸화나, 사이버 세계가 “다름을 혐오한 나머지 사이버 세계가 각자의 성향과 취향에 따라 갈가리 찢겨 나가는 현상”을 가리키는 사이버발칸화(Cyberbalkanization) 등이 그 예이다. 미국 법학자 캐스 선스타인은 사이버발칸화가 상호 소통을 어렵게 만들어 민주주의를 위협한다고 경고한 바 있다.
또한 발칸화라는 말은 국제 협력이 서로 적대적인 정책 때문에 깨지는 경우에도 쓰고, 사람의 언어, 프로그램 언어, 데이터 파일 포맷 등이 분화 발전하는 것을 나타내는 데에도 쓴다. 2007년 1월 고든 브라운 영국 총리는 스코틀랜드의 독립 움직임을 가리켜 "브리튼의 발칸화"라는 표현을 썼다.

## 같이 보기
- 발칸반도
- 유고슬라비아